# Journal (système de fichiers)
Pour les articles homonymes, voir Journal (homonymie).
Un journal est la partie d'un système de fichiers journalisé qui trace les opérations d'écriture tant qu'elles ne sont pas terminées et cela en vue de garantir l'intégrité des données en cas d'arrêt brutal.

## Objectif
L'intérêt est de pouvoir plus facilement et plus rapidement récupérer les données en cas d'arrêt brutal du système d'exploitation (coupure d'alimentation, plantage du système, etc.), alors que les partitions n'ont pas été correctement synchronisées et démontées.
Sans un tel fichier journal, un outil de récupération de données après un arrêt brutal doit parcourir l'intégralité du système de fichiers pour vérifier sa cohérence. Lorsque la taille du système de fichiers est importante, cela peut durer très longtemps (jusqu'à plusieurs heures) pour un résultat parfois moins efficace (possibilité de pertes de données).

## Exemples
| Système de fichiers | Utilisé par                                       | Remarque               |
| ------------------- | ------------------------------------------------- | ---------------------- |
| BFS                 | BeOS et Haiku                                     |                        |
| ext3                | principalement GNU/Linux                          | ext2 avec un journal   |
| ext4                | principalement GNU/Linux                          |                        |
| HFS+                | Mac OS                                            | En option              |
| JFS                 | principalement AIX, mais aussi GNU/Linux          |                        |
| NTFS                | Windows                                           |                        |
| ReiserFS            | principalement GNU/Linux                          |                        |
| UFS                 | principalement FreeBSD                            |                        |
| VxFS                | principalement HP-UX                              |                        |
| XFS                 | plusieurs systèmes UNIX, dont RHEL et ses dérivés |                        |
| ZFS                 | PC-BSD et OpenSolaris                             | En option chez FreeBSD |